# الفقراء الغربيين (الفقراء)
الفقراء الغربيين هي إحدى مشيخات المملكة المغربية، تتبع جغرافيا لإقليم خريبكة وإداريًا لالفقراء. يقدر عدد سكانها بـ 1820 نسمة حسب الإحصاء الرسمي للسكان والسكنى لسنة 2004.